# 安宁堡街道
安宁堡街道，是中华人民共和国甘肃省兰州市安宁区下辖的一个乡镇级行政单位。

## 行政区划
安宁堡街道下辖以下地区：
桃林路社区、黄家滩村、南门村、红艺村、东门村、西街村、东街村、涝坡村、桃林村和兰州经济技术开发区高新技术产业园社区。